# Emil Kaltschmidt
Carl August Emil Kaltschmidt (auch Emil Kaltschmidt jun.; * 1840; † 1909/10) war ein deutscher Orgelbauer in Stettin.

## Leben
Emil war ein Sohn des Orgelbauers Friedrich Wilhelm Kaltschmidt in Stettin. Er war zunächst in dessen Werkstatt tätig und soll 1864 die erste eigene Orgel in Bergholz in Vorpommern gebaut haben. 1872 übernahm er die Leitung des Unternehmens in Stettin-Grünhof, Pöhlitzerstraße 18 und baute eine Orgel in Passow in der Uckermark, 1875 schuf er die Orgel für die Neue Synagoge in Stettin.
1909 wurde Emil Kaltschmidt letztmals genannt. Er war mit Marie Henriette Gröpler († 14. Februar 1899) verheiratet. Ein Sohn war wahrscheinlich Julius Kaltschmidt, der ab 1911 als Orgelbauer bezeichnet wurde.

## Werkliste (Auswahl)
Die Größe der Instrumente wird in der fünften Spalte durch die Anzahl der Manuale und die Anzahl der klingenden Register in der sechsten Spalte angezeigt. Ein großes „P“ steht für ein selbstständiges Pedal, ein kleines „p“ für ein angehängtes Pedal. Eine Kursivierung zeigt an, dass die betreffende Orgel nicht mehr erhalten ist.
| Jahr          | Ort                                | Gebäude               | Bild | Manuale | Register | Bemerkungen                                                    |
| ------------- | ---------------------------------- | --------------------- | ---- | ------- | -------- | -------------------------------------------------------------- |
| 1864          | Bergholz, Vorpommern               | Dorfkirche Bergholz   |      | I/P     | 10       | Neubau                                                         |
| 1872          | Passow, Uckermark                  | Dorfkirche Passow     |      | I/P     | 9        | Neubau hinter dem Prospekt von Joachim Wagner (1744–1745)      |
| 1875          | Stettin                            | Neue Synagoge         |      |         |          | Neubau; 1914 ersetzt                                           |
| 1876          | Schönermark                        | Dorfkirche            |      | I/P     | 7        | Neubau                                                         |
| 1876          | Grünow bei Angermünde              | Dorfkirche            |      | I/p     | 5        | Neubau, 1981 Umdisponierung durch Ulrich Fahlberg (Eberswalde) |
| um 1880       | Zemmin (Bentzin), Vorpommern       | Dorfkirche Zemmin     |      | I/p     | 4        | [ 11 ]                                                         |
| um 1880       | Brietzig                           | Dorfkirche            |      | I/P     | 8        | Neubau                                                         |
| um 1880       | Papendorf                          | Dorfkirche            |      | I/P     | 9        | Neubau                                                         |
| um 1880       | Welsow                             | Dorfkirche            |      | I/P     | 7        | Neubau                                                         |
| 1883          | Luckow, Vorpommern                 | Dorfkirche            |      |         |          | Verkleinerung der Barockorgel                                  |
| 1888          | Meiersberg, Vorpommern             | Dorfkirche Meiersberg |      |         |          | Neubau                                                         |
| 1889          | Steinhöfel (Angermünde), Uckermark | Dorfkirche            |      | I/P     | 7        | Neubau                                                         |
| Ende 19. Jhd. | Körlin (Karlino), Hinterpommern    | St.-Michaelis-Kirche  |      |         |          | Umfangreiche Umbauten                                          |